# Први свети рат
Први свети рат (595—590. п. н. е.) био је рат између Амфиктионског савеза и града Крисе. До рата је дошло због тога што су Кришани наплаћивали путарину ходочасницима у Делфе. Рат је завршио потпуним уништењем Крисе. За време опсаде Крисе кориштено је хемијско оружје, тј. кукуријеком су отровали воду, којом се Криса снабдевала.

## Оправдање рата
Криса је била добро утврђен град, који је контролисао приступ Делфима од стране Коринтског залива. Коринтски залив се раније називао Кришки залив. Криса је полагала право да контролише становнике Делфа и пророчиште. Кришани су искористили свој положај да би наплаћивали путарину онима ходочасницима, који су долазили у Делфијско пророчиште. Осим тога отимали су земљу, која је била посвећена Аполону. Сматрали су да имају право на Делфе. Делфско пророчиште је тражило начина да се ослободи контроле, па су позвали у помоћ друге градове. Понашање Крисе навело је друге грчке градове-државе да оснују Амфиктионски савез, војни савез да би се заштитило Делфијско светилиште. Амфиктионски савез тражио је савет пророчишта како да се обрачунају са Крисом. Одговор је био да започну тотални рат. Чланови савеза заветовали су се да ће потпуно уништити Крису и опустошити подручје око ње. Поред тога додали су и клетву у име Аполона да становништво Крисе треба истребити.

## Опсада Крисе
Заповедник снага које су кренуле против Крисе био је тиран Клистен из Сикиона. Солон му је био саветник. Клистен из Сикиона је са својом моћном морнарицом најпре блокирао градску луку. Након тога снаге Амфиктионског савеза започеле су опсадом Крисе. Паусаније је написао да је Солон учествовао у нападу и да је он скренуо ток реке, која је текла кроз Крису. Међутим грађани Крисе користили су бунаре и кишницу и одолевали су опсади. Након тога Солон је отровао воду кореном кукуријека и вратио је ток реке у старо корито. Становништво је пило отровану воду, па су били толико слаби да нису могли да бране град и Клистен је лако освојио град. Након тога град је сравњен до темеља, а становништво побијено.

## Касније
Кришанска равница је посвећена боговима, а клетве су бачене на оне који би се усудили да заору ту земљу.